# 潛艇司令 (德國)
潜艇司令（Befehlshaber der Unterseeboote）是德国海军在两次世界大战期间都曾设置过的职衔，是潜艇部队的最高指挥官。
潜艇司令职衔最早设立于1917年6月。首位出任潜艇司令的将领是安德烈亚斯·米歇尔森。随着战事的结束，该职衔也被废止。
1939年10月17日，德国海军再度设立潜艇司令一职。卡尔·邓尼茨被授予潜艇司令职衔。